# (7288) 1991 FE1
(7288) 1991 FE1 là một tiểu hành tinh vành đai chính. Nó được phát hiện bởi Atsushi Sugie ở Dynic Astronomical Observatory Nhật Bản, ngày 18 tháng 3 năm 1991.